# Sennebogen
Die Erich Sennebogen Holding GmbH & Co. KG ist die Konzernobergesellschaft der Sennebogen-Unternehmensgruppe, einem deutschen Maschinenbau-Unternehmen mit Sitz in Straubing.
Zur Unternehmensgruppe gehören neben der GmbH noch Gesellschaften in Ungarn, den USA und Singapur.

## Standorte
Sennebogen ist an sieben Standorten tätig. Darunter fallen Produktionsstandorte in Deutschland und Ungarn sowie Vertriebsstandorte in den USA und Singapur.

### Produktionsstandorte
Deutschland
- Straubing Werk I (Zentrale) und Werk II
- Wackersdorf, Werk III und Werk IV
- Steinach, Werk V (Customer Service Center)

Ungarn
- Balatonfüred, Termelés-Logistic-Centrum: Herstellung von Stahlteilen, 550 Mitarbeiter, 33,8 Milliarden HUF Jahresumsatz (2018)[3]
- Litér, Termelés-Logistic-Centrum: Stahlbau und Schweißkonstruktion, rund 80 Mitarbeiter (2023)[4]

### Vertriebsstandorte
- USA: Sennebogen LLC in Stanley, North Carolina
- Singapur: Sennebogen Pte. Ltd.

## Geschichte
Das Unternehmen wurde 1952 vom damals 21-jährigen Erich Sennebogen (1931–2011) gegründet und begann mit der Konstruktion und Fertigung von Landmaschinen. Die erste fahrbare Maschine war der S 500, ein früher Seilbagger, der hauptsächlich zum Laden von Mist auf einem Bauernhof sowie zum Brunnenbaggern eingesetzt wurde. Bei einem Eigengewicht von 1 Tonne konnte er 500 kg heben. Der Ausleger hatte eine Länge von 5 m. Angetrieben wurde er von einem Motor mit 4 PS. Der S 500 wurde von 1954 bis 1959 produziert. Das nächstgrößere Modell war der S 600, der von 1957 bis 1959 hergestellt wurde. Im Gegensatz zum S 500 mit Stahlrädern verfügte der S 600 – je nach Variante – bereits über Gummireifen. Im Jahre 1959 folgte die Errichtung des Stammwerks in Straubing (Werk I). 1991 kam ein Werk in Wackersdorf hinzu (Werk III). Seit 1996 betreibt das Unternehmen einen eigenen Fertigungsbetrieb für Schweiß- und Stahlbaugruppen in Balatonfüred in Ungarn. In wichtigen Schlüsselregionen ist das Unternehmen zudem mit eigenen Tochtergesellschaften vor Ort:
- Sennebogen LLC in Charlotte, USA
- Sennebogen Pte. Ltd. in Singapur

Anfang 2008 erweiterte das Unternehmen seine Standorte um ein neues und deutlich größeres Werk im Industriegebiet Straubing-Sand (Werk II). Im Sommer 2017 wurde die im September 2015 begonnene Erweiterung um 7000 m2 Produktionshallenfläche fertiggestellt. Mitte 2020 fand die Grundsteinlegung für das mittlerweile fertiggestellte neue Customer Service Center (Werk V) im niederbayerischen Steinach statt.

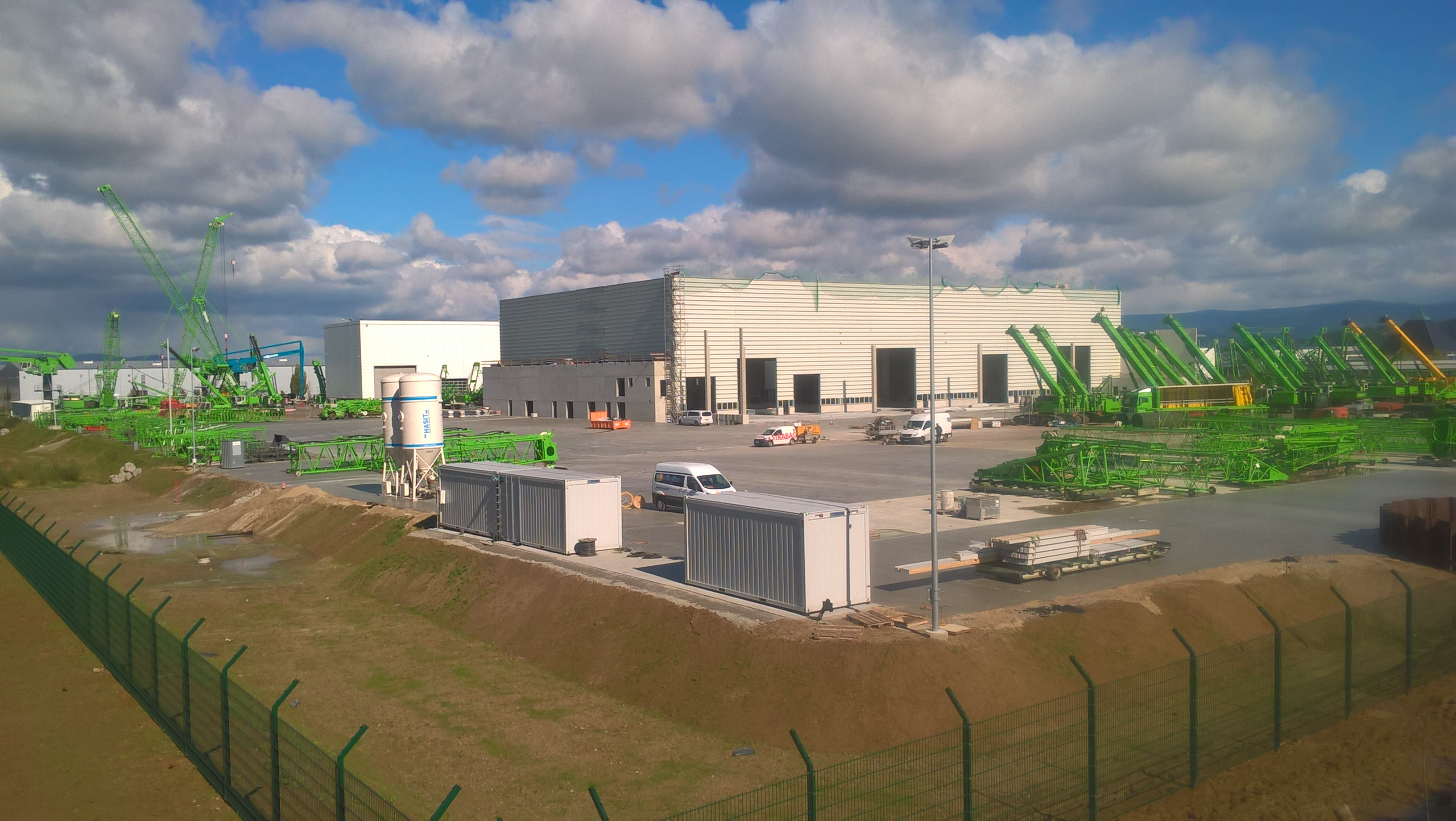
Erweiterung des Werk II im Industriegebiet Straubing-Sand um eine Halle mit 7000 m^{2}

Sennebogen ist heute ein weltweit agierendes Unternehmen und produziert komplette Modellreihen für Umschlagbagger, Elektrobagger, Seilbagger, Raupenkrane, Telekrane, Teleskoplader, Hafenkrane und Spezial-Trägergeräte.
Wichtige Meilensteine in der Firmengeschichte sind die Entwicklung des weltweit ersten vollhydraulischen Seilbaggers im Jahre 1969 und der hydraulisch verstellbare Gelenkausleger GAUH aus dem Jahr 1984, der bis heute in zahlreichen Mobilbaggern verwendet wird. Für den leisesten Bagger der Welt wurde Erich Sennebogen auf der bauma 1989 vom bayerischen Umweltminister mit dem blauen Umweltengel ausgezeichnet.
Das Unternehmen wird heute (Stand 2023) in zweiter Generation von den Söhnen des Gründers, Erich und Walter Sennebogen, geführt.

## Kooperationen
1977 bis 1987 arbeitete Sennebogen im Rahmen einer Vertriebskooperation im Bereich der Seilbagger und Krane mit dem Hersteller Weserhütte zusammen.
Seit 1984 liefert Sennebogen an die Firma ABI Trägergeräte für den Aufbau von Mäklern und Vibrationsrammen. Seit Beginn der 1990er Jahre benutzt die Bauer AG Bohrgeräte von Sennebogen.
Im Rahmen eines Joint-Venture der Firmen Sennebogen, Zeppelin, Caterpillar und Eder wurden zwischen 1991 und 2005 im European Excavator Design Center rund 20.000 Mobil-Hydraulikbagger am Standort Wackersdorf gefertigt.
Seit 2015 kooperiert der Hersteller im amerikanischen Markt mit Manitowoc Grove für den Vertrieb seiner Raupenteleskopkrane.
Seit Ende 2019 kooperiert Sennebogen mit dem Landmaschinenhersteller Fendt und fertigt für diesen den Teleskoplader Fendt Cargo T955.

## Galerie

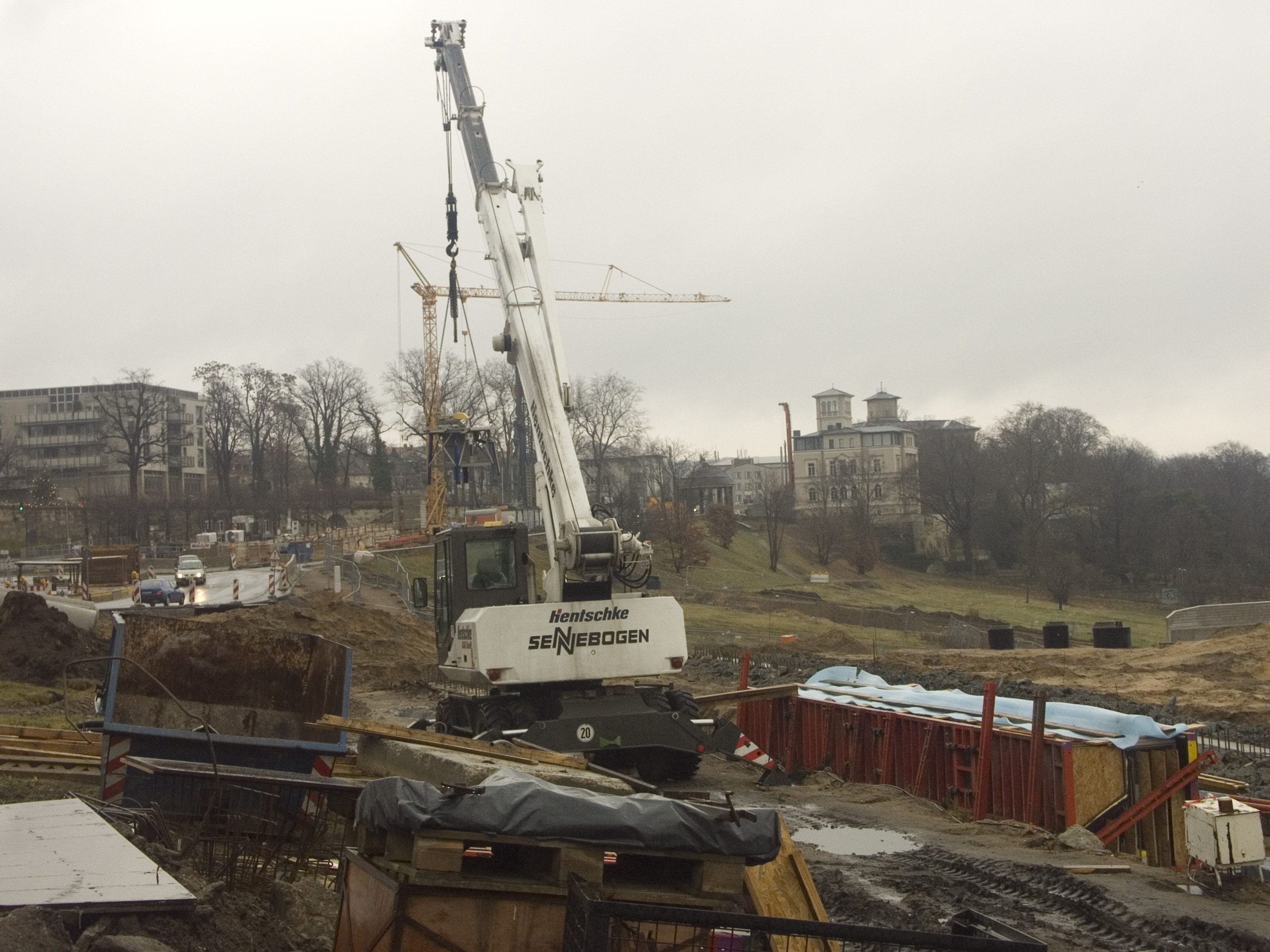
Teleskopkran mit Mobilfahrwerk
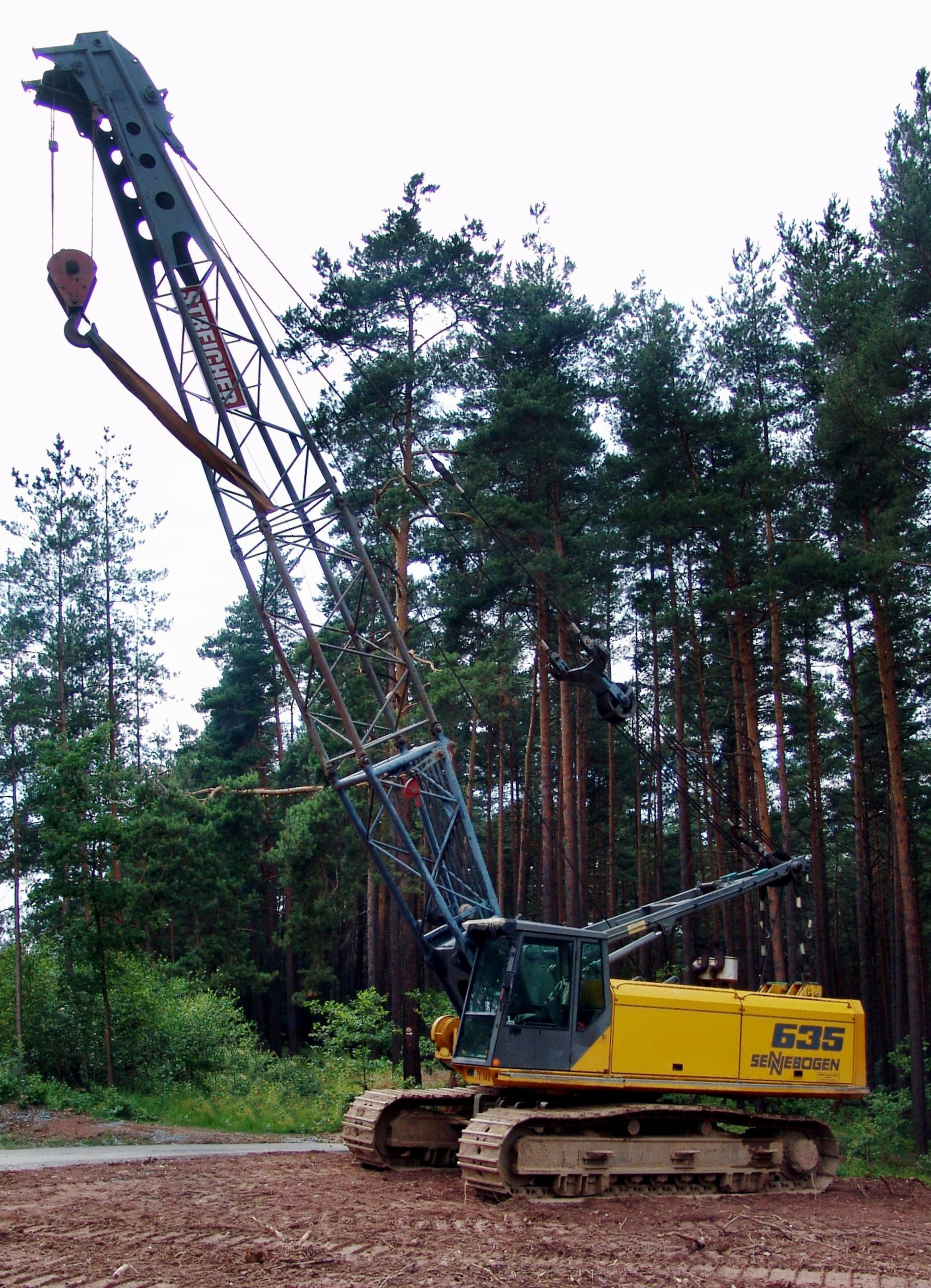
Sennebogen 635 Raupenkran
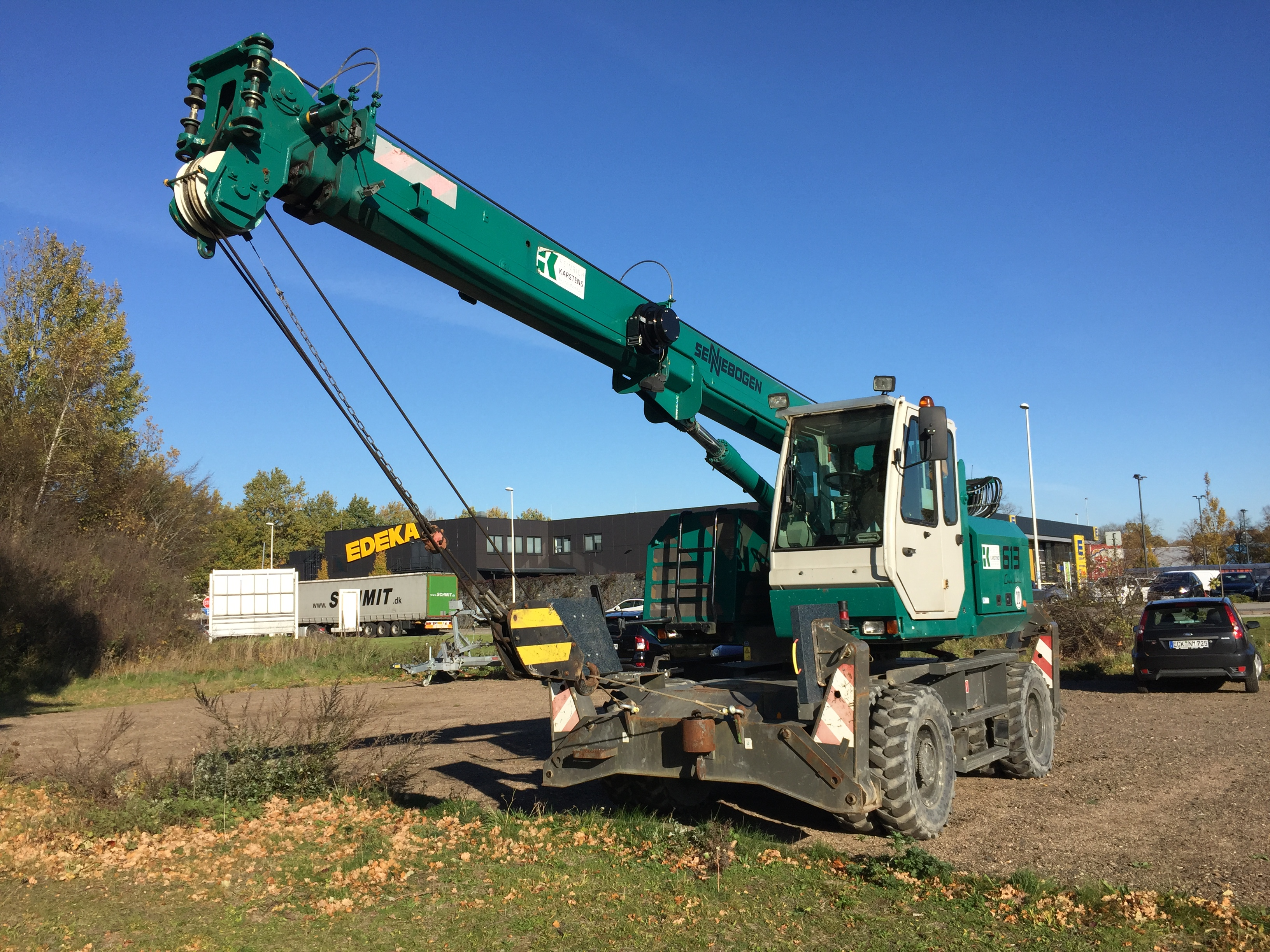
Sennebogen 613
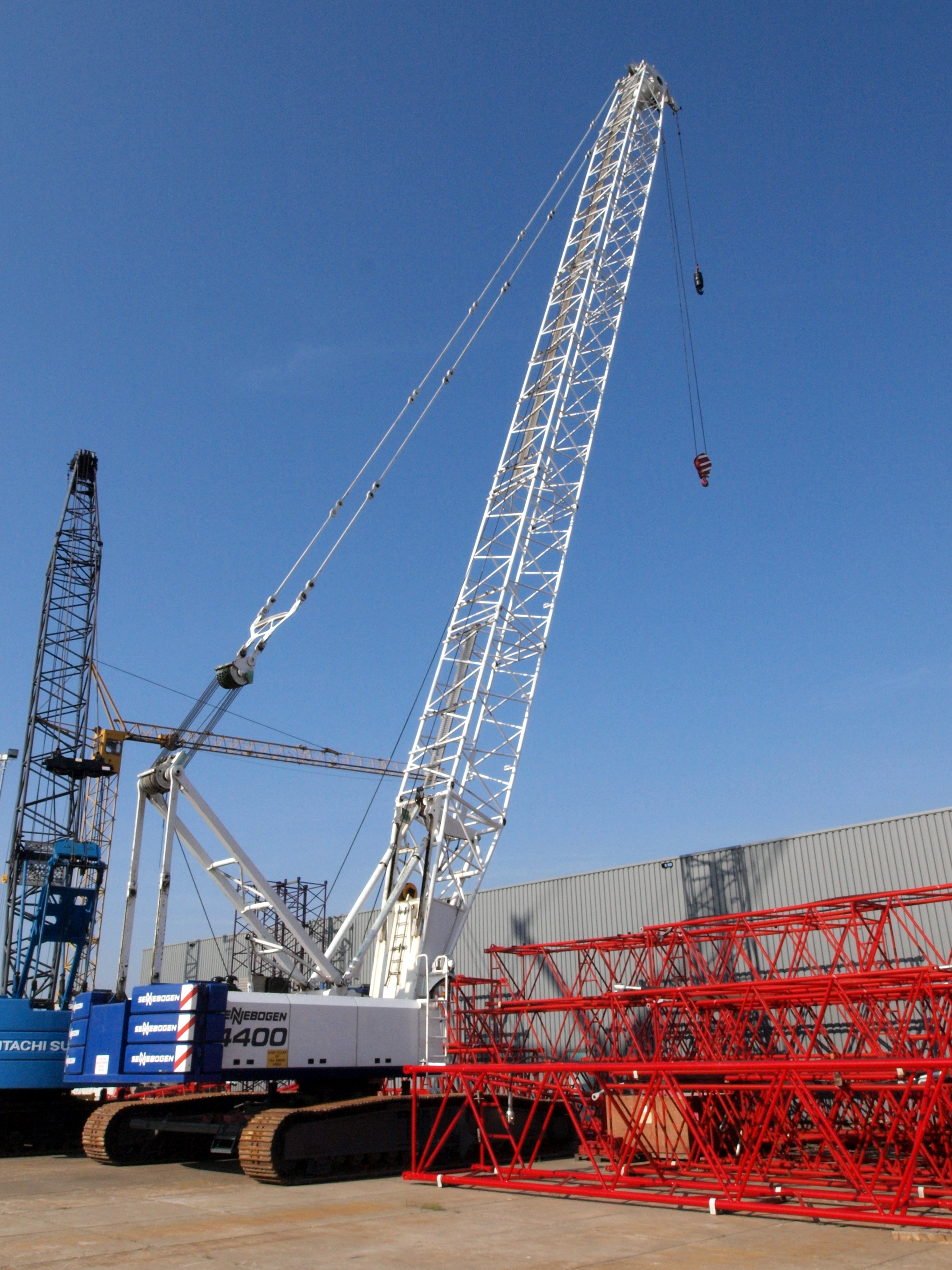
Sennebogen 4400
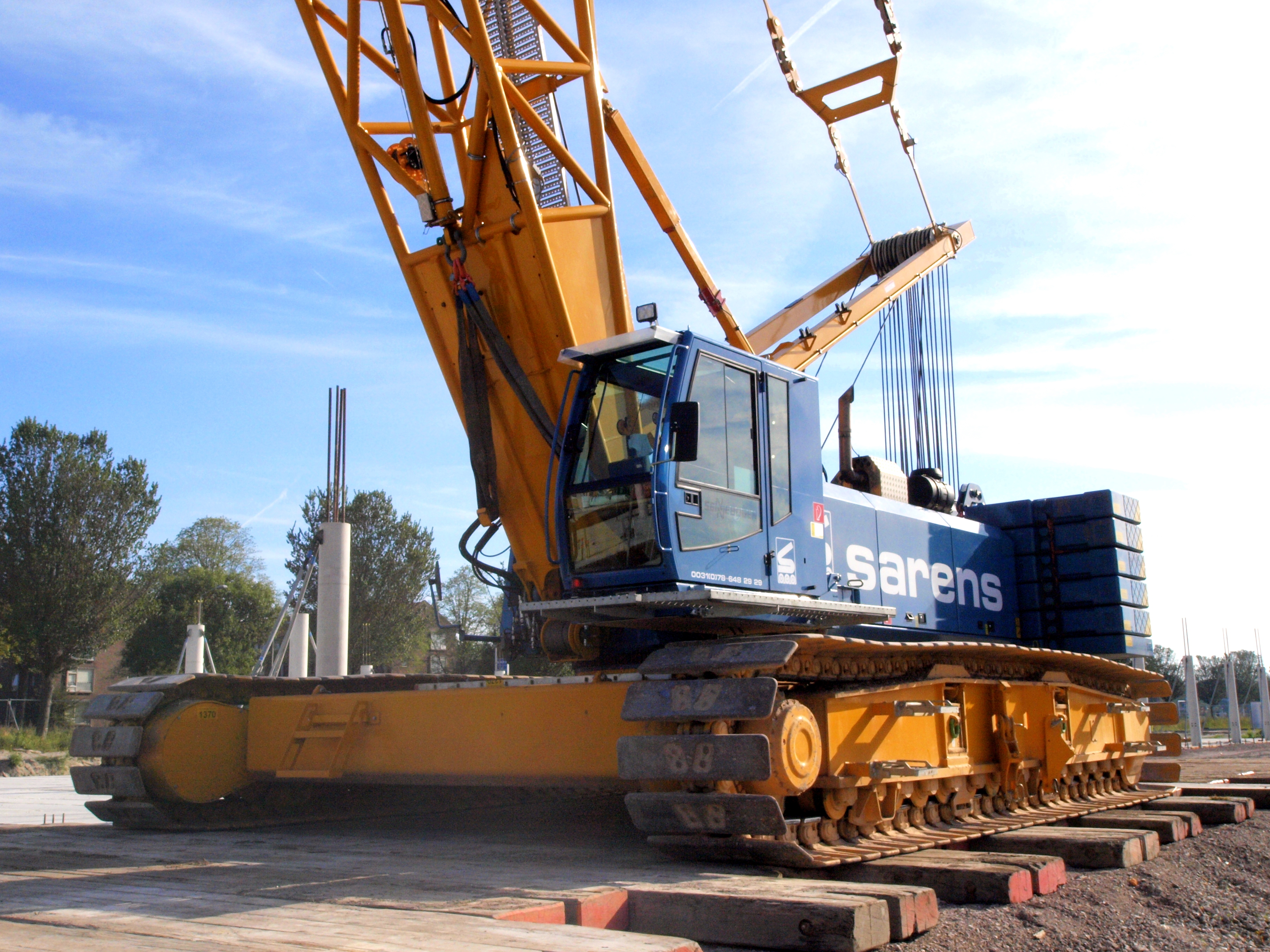
Sennebogen 5500
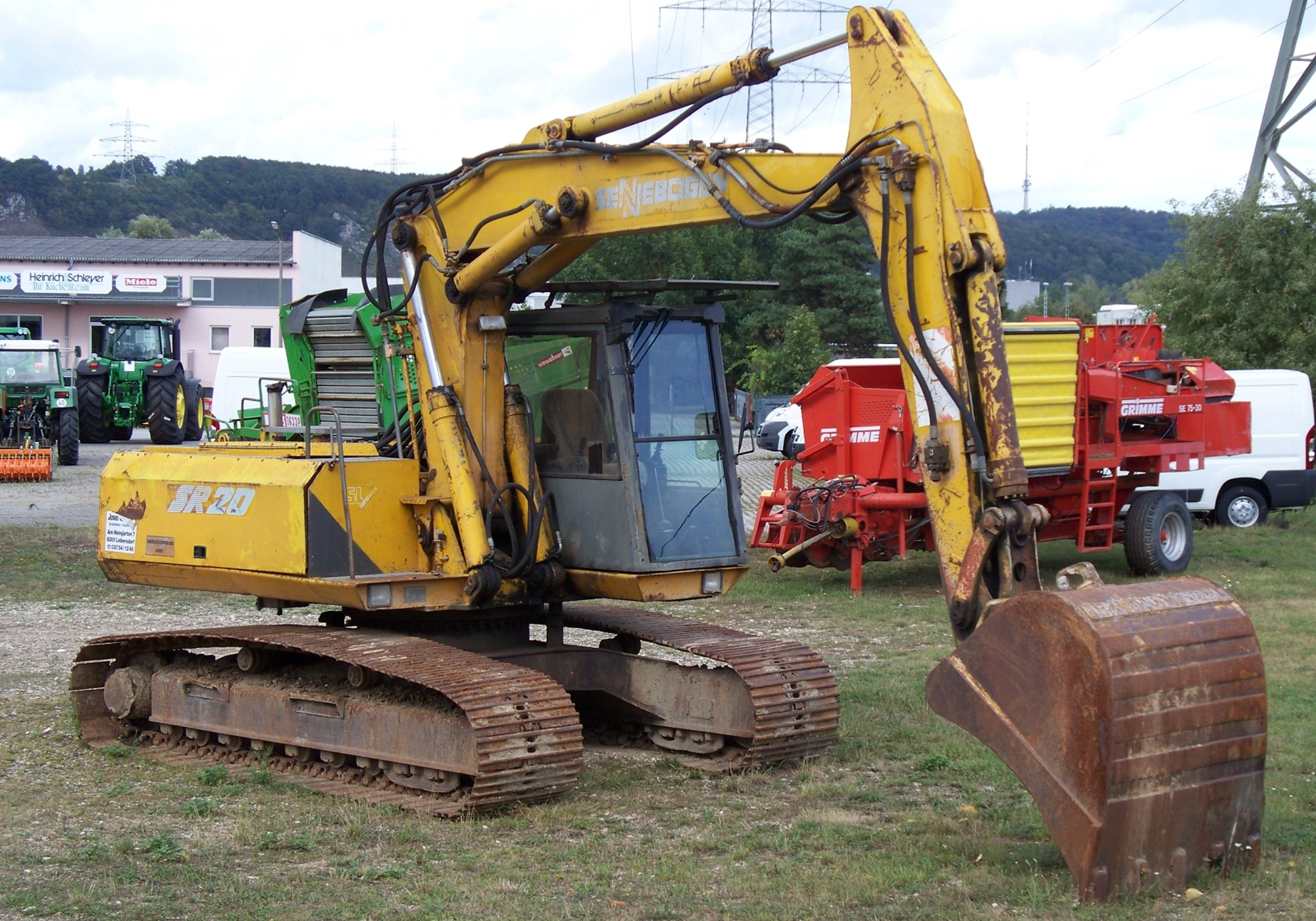
Sennebogen Kettenbagger SR20
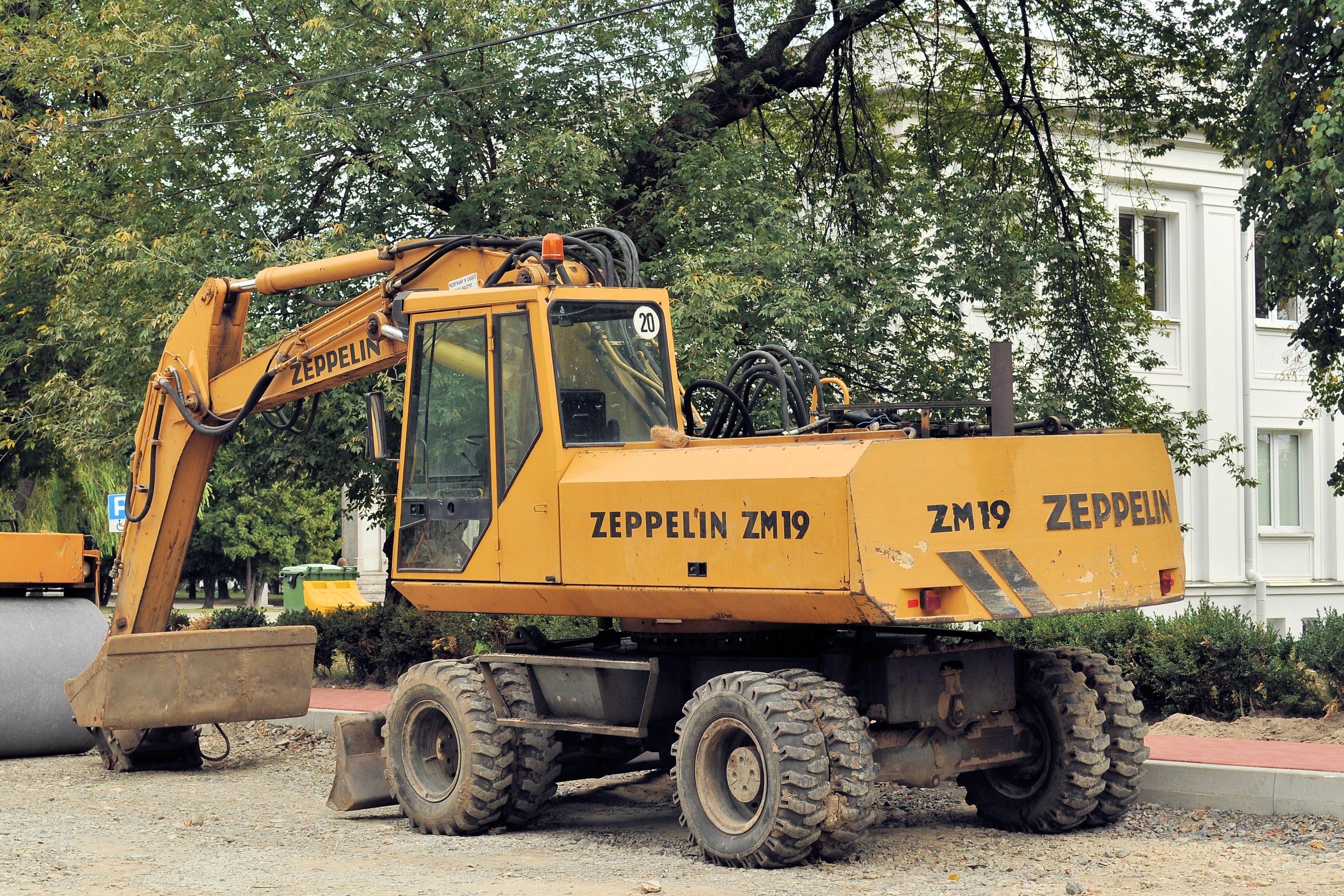
Von Sennebogen hergestellter Radbagger Zeppelin ZM 19
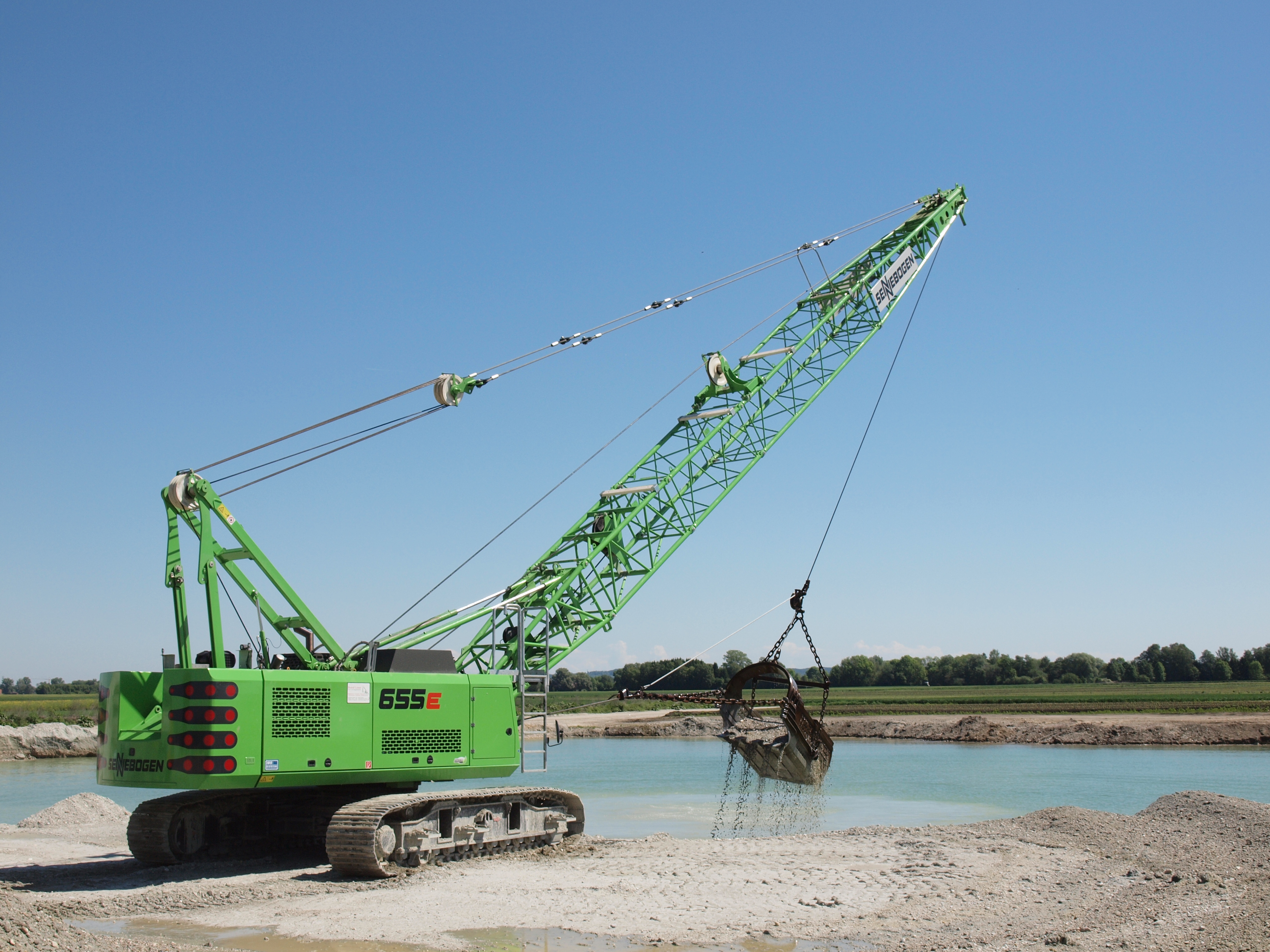
Seilbagger 655E HD mit Hendrix-Schleppschaufel
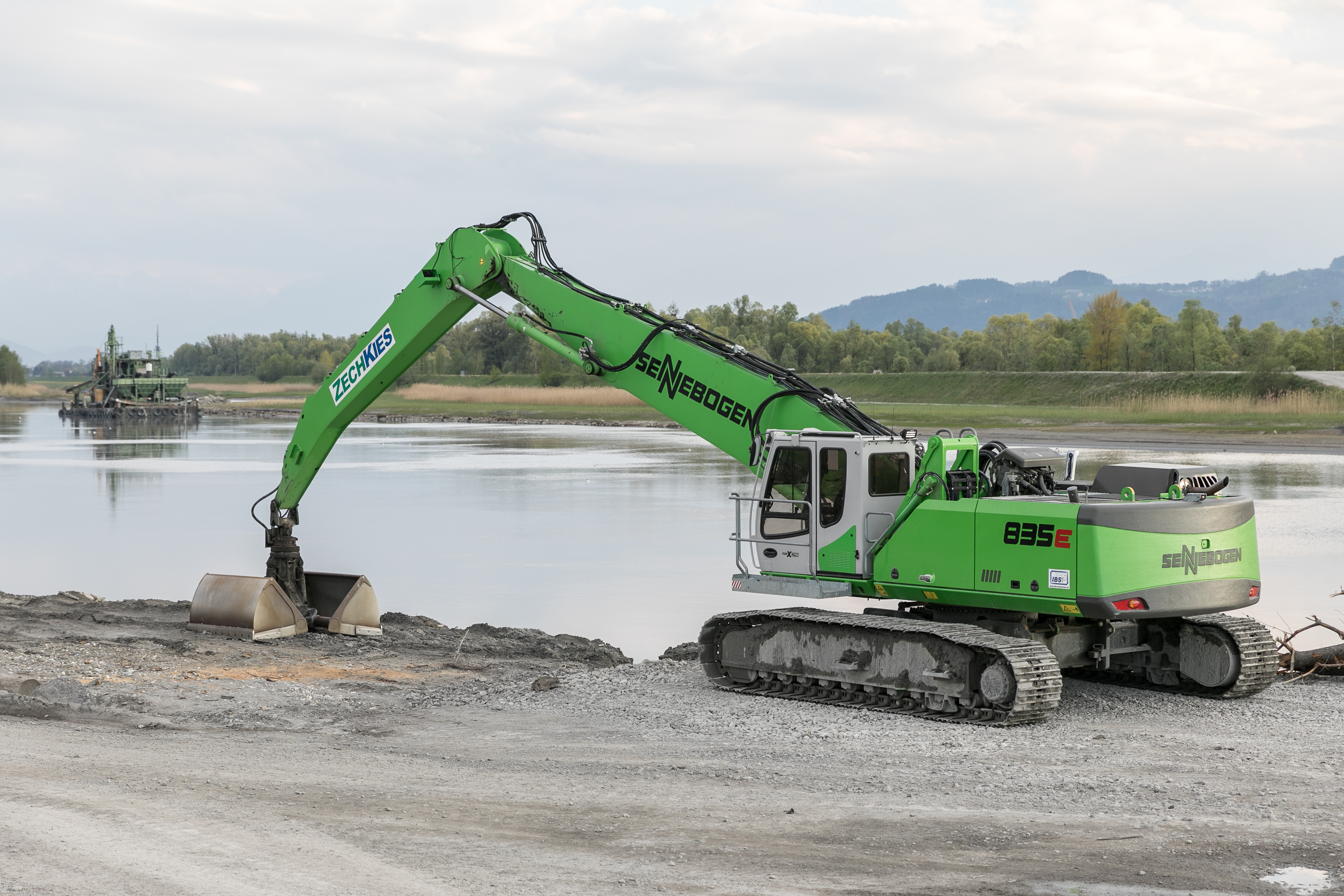
Sennebogen 835E Hydraulik-Raupenbagger